# Peter Raabe
Peter Raabe (Francoforte sull'Oder, 27 novembre 1872 – Weimar, 12 aprile 1945) è stato un compositore e direttore d'orchestra tedesco.

## Biografia
Laureato alla Höhere Musikschule di Berlino si perfezionò alle università di Monaco di Baviera e di Jena. Fra il 1894 ed il 1898 Raabe lavorò a Königsberg e Zwickau. Ne periodo 1899-1903 prestò la sua opera alla Dutch Opera-House (Amsterdam) e nel periodo 1907-20 fu primo direttore di Corte a Weimar. Raabe diresse in Gran Bretagna, Belgio, Paesi Bassi etc. IL 19 luglio 1935 Raabe subentrò a Richard Strauss come presidente della Reichsmusikkammer, l'Istituto di stato nazista della musica. Per quasi dieci anni diresse l'attività musicale del Terzo Reich. 
Fu il primo a redigere una completa cronologia delle opere di Franz Liszt.